# Kunštát
Kunštát (en allemand : Kunstadt) est une ville du district de Blansko, dans la région de Moravie-du-Sud, en République tchèque. Sa population s'élevait à 2 854 habitants en 2024.

## Géographie
Kunštát se trouve à 7 km au sud-ouest de Letovice, à 19 km au nord-nord-ouest de Blansko, à 36 km au nord de Brno et à 163 km à l'est-sud-est de Prague.
La commune est limitée par Rozseč nad Kunštátem, Makov, Petrov, Letovice et Nýrov au nord, par Sebranice et Voděrady à l'est, par Zbraslavec, Drnovice, Kunice, Lhota u Lysic et Bedřichov au sud, et par Černovice et Tasovice à l'ouest.

## Histoire
La première mention écrite de la localité date de 1279.

## Galerie

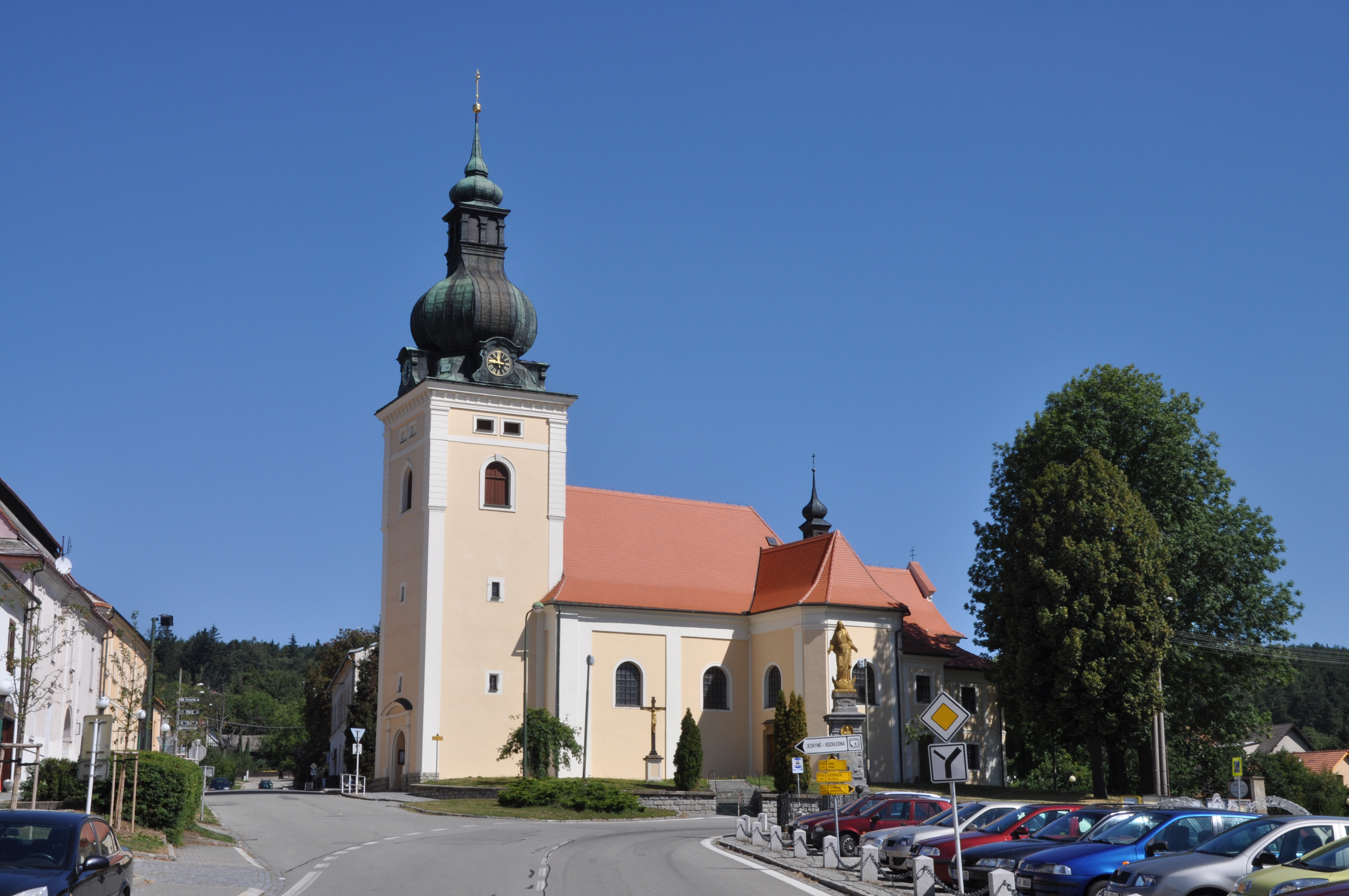
Kunštát : l'église Saint-Stanislas.
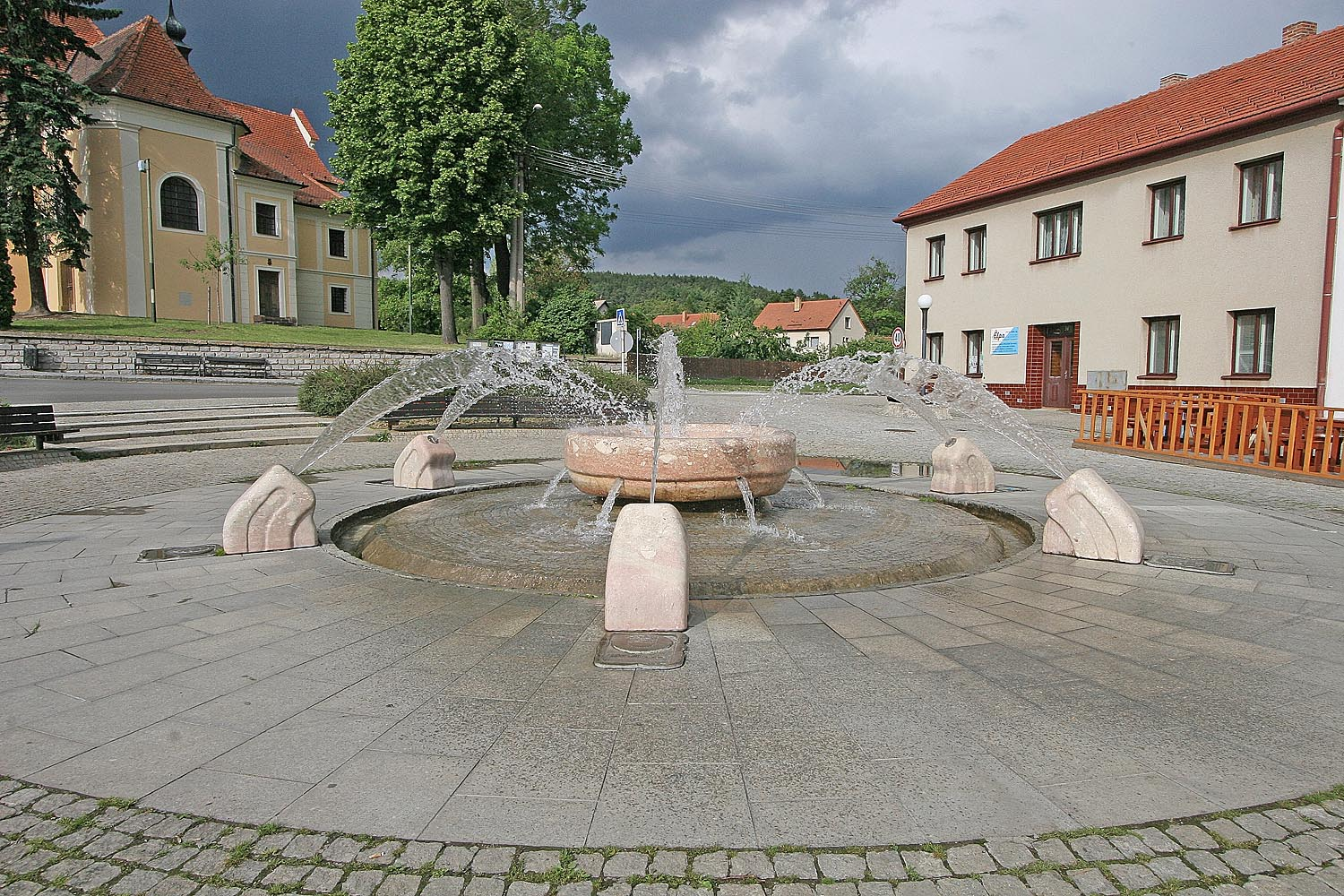
Kunštát : place centrale.

## Transports
Par la route, Kunštát se trouve à 8,5 km de Letovice, à 22 km de Blansko, à 40,5 km de Brno et à 204 km de Prague.